# Aeroporto de São Miguel do Iguaçu
Aeroporto de São Miguel do Iguaçu é um aeroporto brasileiro localizado no município paranaense de São Miguel do Iguaçu.
Em 2008 foram executadas obras de melhoria para a instalação de uma base da Polícia Federal Brasileira, que operaria a partir do local o serviço de vigilância e monitoramento na área da Tríplice Fronteira entre o Brasil, Paraguai e Argentina, com a utilização de veículos aéreos não tripulados - VANT.
Em 2021 foi inaugurada a base da Polícia Civil do Paraná.